# Maják Tallinnamadala
Maják Tallinnamadala (estonsky: Tallinnamadala tuletorn) je maják, který stojí na mělčině v moři asi 14 km severně od ostrova Aegna ve Finském zálivu v Baltském moři v Estonsku. Navádí lodi, které připlouvají a odplouvají z Botnického zálivu.
Registrační číslo Estonského úřadu námořní dopravy (Veeteede Amet, EVA) je 200.

## Historie
Maják byl postavený v roce 1969, vymezuje nebezpečnou mělčinu vzdálenou 32 km severně od námořního přístavu v Tallinnu. Od roku 1718 byla mělčina vymezena signalizační lodí. Od roku 1858 v plavební sezoně severně od mělčiny Tallinnamadaly kotvila plovoucí lucerna. V roce 1864 byla nahrazena plachetnicí zakoupenou v Anglii. Ve dne byla vztyčena vlajka s modrým křížem na žlutém pozadí, v noci na 12 m stožáru byla rozsvícená olejová lampa, která byla viditelná do vzdálenosti 7 km. V mlze byl z lodi pomocí sirény vysílán zvukový signál, který byl slyšitelný na vzdálenost 1,5 nm. Postupně až do roku 1950 se v hlídkování vyměnila tři signalizační plavidla. V roce 1925 roli plovoucího majáku převzal parník Nekmangrund, který kromě signalizačních koulí na stožárech měl např. radiostanici, mlhovou sirénu a zvon. Dne 11. prosince 1933 byl parník přejmenován na Tallinn. V roce 1936 byl vybaven majákovou lucernou a v roce 1940 nautofonem. V roce 1950 byla na mělčině umístěna bóje.
Výstavba majáku začala v roce 1960. Vlivem bouří a působení vln byly poškozeny základy majáku a ten byl dostavěn a uveden do provozu až v roce 1969.
V roce 1995 byly na maják instalovány solární panely a maják byl automatizován. Výměny světelného zdroje (LED-350 3W) probíhaly v roce 2006 a 2014.
V roce 1983 byla vydána poštovní známka s námětem majáku.

## Popis
Válcová dvoupodlažní dvoustupňová věž vysoká 29 metrů s třemi ochozy a lucernou je usazena na betonovém základu o hmotnosti 2000 tun. Dolní betonová základová část věže je černá, užší druhá ocelová část je červená a část mezi horními ochozy včetně lucerny je žlutá.
Racon na majáku vysílá signál K (– • – Morseovy abecedy), který byl na maják instalován v roce 1995.

## Galerie

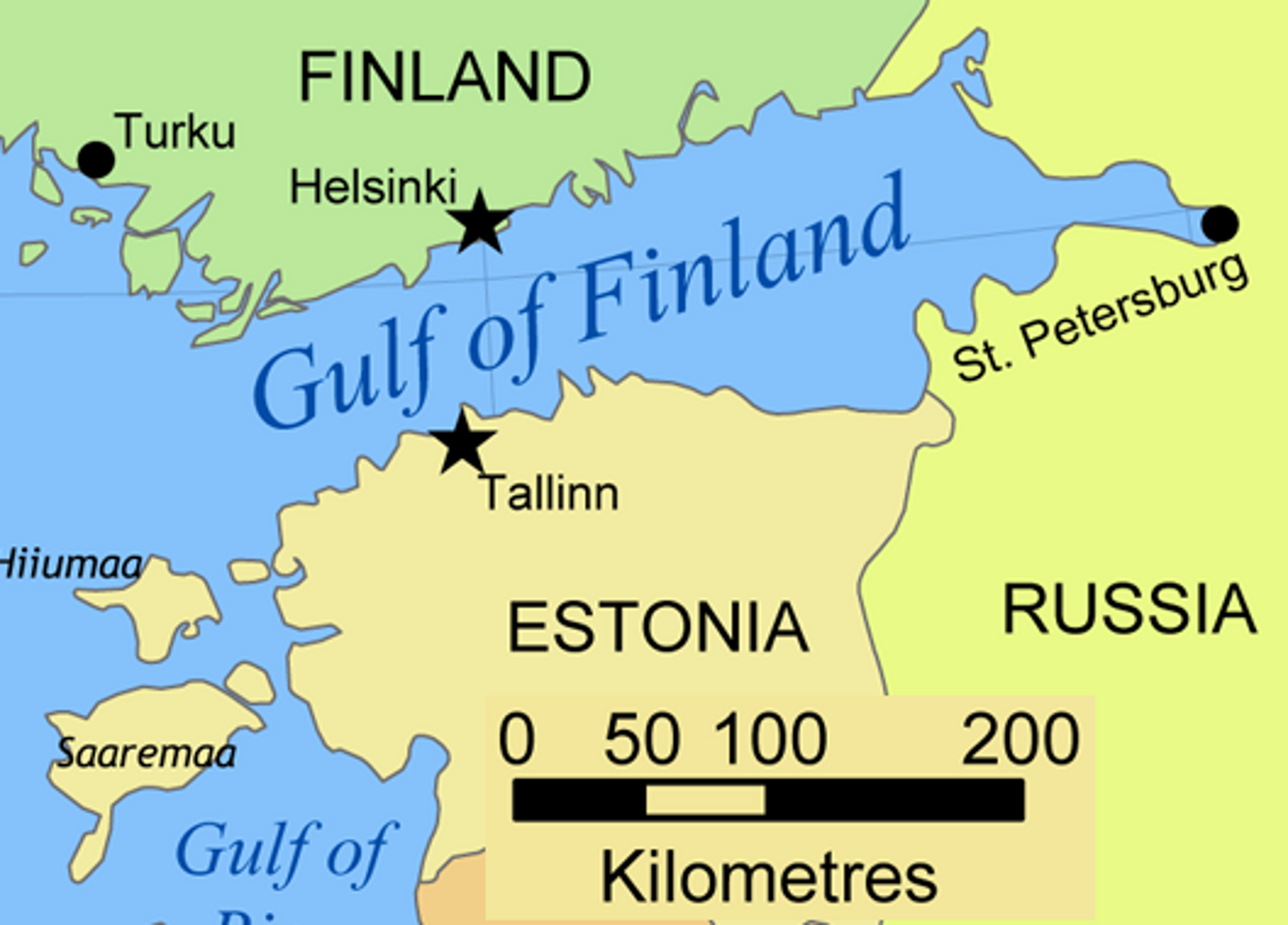
Finský záliv
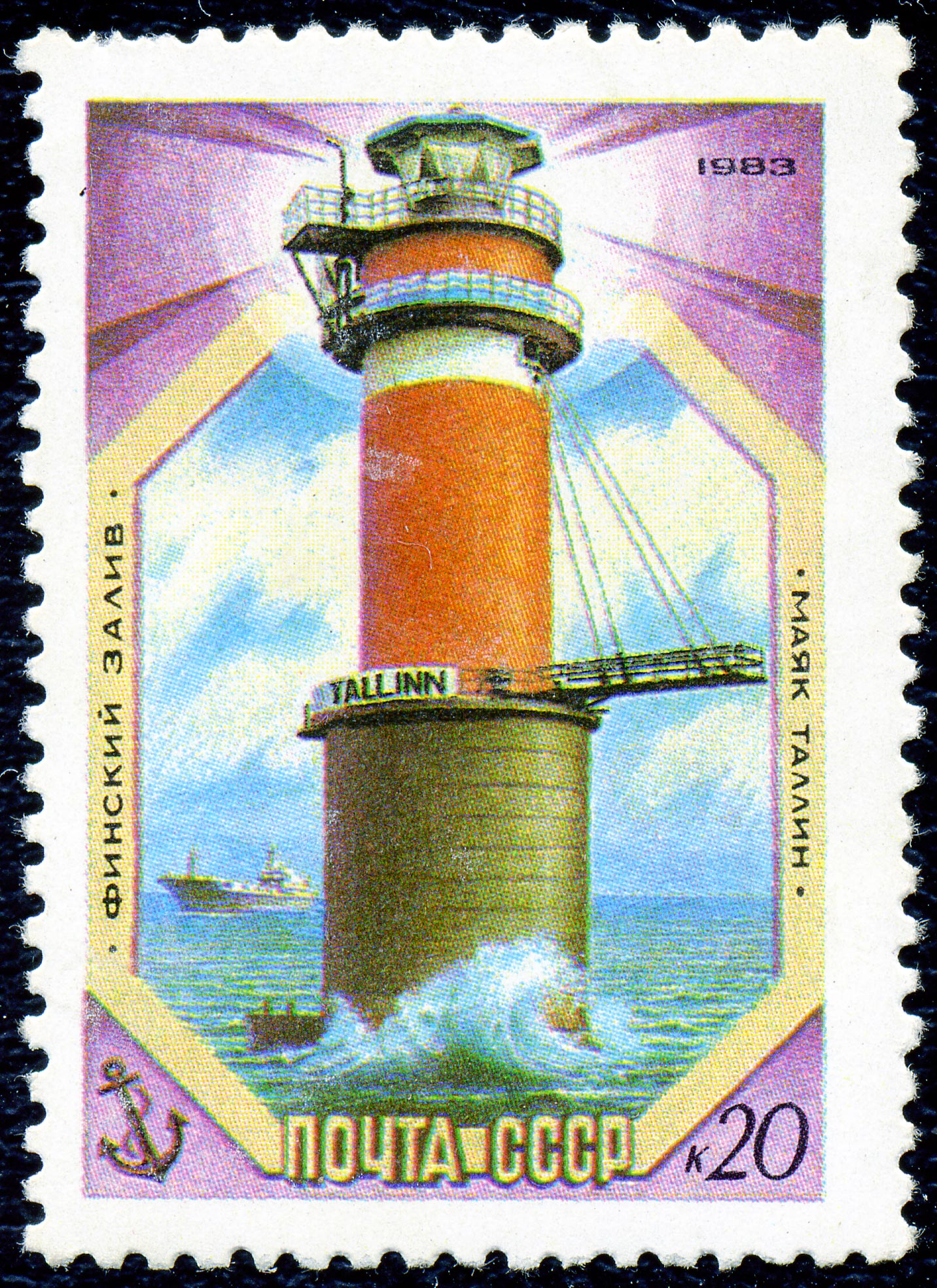
Poštovní známka z roku 1983
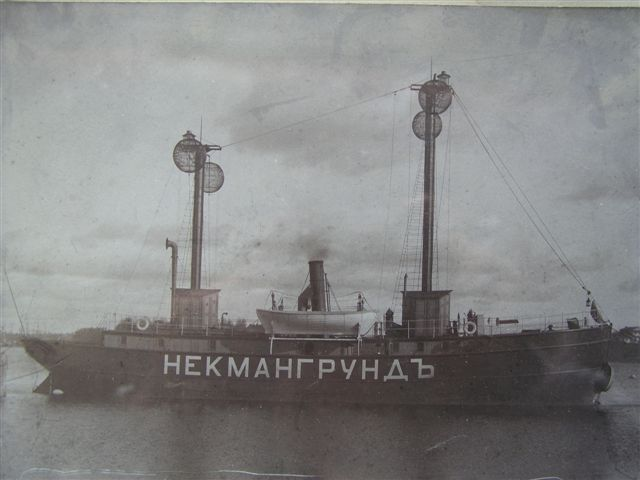
Navigační loď Некмангрунд (Nekmangrund) v roce 1898

## Data
zdroj
- výška světla 31 m n. m.
- dosvit 10 námořních mil
- dva záblesky bílého světla v intervalu 15 sekund
- sektor: bílá 0°–360°

označení
- Admiralty: C3842
- ARLHS: EST-055
- NGA: 12784
- EVA 200